# Esquerra Republicana Balear
Esquerra Republicana Balear (ERB), fou un partit polític fundat a Mallorca el 1934 d'ideologia republicana, progressista i mallorquinista.
La formació sorgí per la fusió d'Acció Republicana de Mallorca i el Partit Republicà Radical Socialista, a la unió també hi assistiren representants de la Unió Republicana Federal d'Inca i les Joventuts d'Esquerra de Felanitx a més d'algunes personalitats lligades al Partit Republicà Federal de Mallorca.
Esquerra Republicana Balear va ser el nom de la formació que, a les Illes Balears, representava Izquierda Republicana de Manuel Azaña. Tot i això, a les seves files s'hi integraren la major part de mallorquinistes d'esquerra, que mantengueren unes bones relacions amb Esquerra Republicana de Catalunya. El 1936 formà part del Bloc Popular Antifeixista, emmarcat a nivell estatal dins el Front Popular. Es constituïren unes Joventuts d'Esquerra i els seus òrgans d'expressió foren República (1934-36) i Antorxa (1936). L'aixecament militar del 19 de juliol de 1936 va implicar la supressió del partit i bona part dels seus membres foren represaliats o s'hagueren d'exiliar. Malgrat tot l'organització es mantingué durant un temps al Principat de Catalunya.
Cal destacar com a figura emblemàtica Emili Darder, qui seria batlle de Palma per aquest partit de l'any 1933 al 1936.

## Membres
- Emili Darder[1]
- Bernat Jofre Roca.[2]
- Pere Oliver i Domenge
- Antoni Maria Ques Ventayol
- Francesc de Sales Aguiló Forteza[3]
- Joan Mas Verd
- Francesc Carreras Reura
- Manuel Cirer Arbona

Uns altres membres són Nicolau Cifre Truyol, Miquel Reynés Alemany , Sebastià Salort Rosselló, Bartomeu Adrover Brotat, Onofre Adrover Fullana, Bartomeu Mestre Vila.